# 劉久長
刘久长（?—?），东汉汉章帝长子清河王刘庆之女，汉安帝之妹。
建光元年（121年）四月丁巳，汉安帝册封妹妹刘久长为濮阳长公主。延光年间，刘久长嫁给了好畤侯耿良。耿良是开国功臣耿弇的曾孙，担任侍中。